# Cape au Moine (Alpes)
Pour les articles homonymes, voir Cape au Moine.
La Cape au Moine est une montagne des Préalpes vaudoises culminant à 2 351 mètres d'altitude. Elle est située dans le canton de Vaud, en Suisse.

## Situation
La Cape au Moine se trouve au nord du village des Diablerets et au sud-est du village de L'Étivaz. Elle est située sur une ligne de crêtes axée est-ouest entre la Chaux et la Pare.

## Hydrographie
Sur le versant sud de la Cape au Moine, des ruisseaux alimentent la Grande Eau, affluent du Rhône. Sur le versant nord, la Torneresse prend sa source pour ensuite rejoindre la Sarine (bassin du Rhin) aux Moulins, en aval de Château-d'Œx. Ce sommet est donc situé sur la ligne de partage des eaux entre la mer Méditerranée et la mer du Nord.